# اسکار وایلد (فیلم)
اسکار وایلد (انگلیسی: Oscar Wilde) فیلمی در ژانر زندگی‌نامه‌ای درباره اسکار وایلد به کارگردانی گرگوری راتوف است که در سال ۱۹۶۰ منتشر شد.

## بازیگران
- رابرت مورلی
- رالف ریچاردسون
- جان نویل
- هنری اسکار
- الکساندر ناکس
- ادوارد چاپمن